# Лихтенфельс (Гессен)
Лихтенфельс (нем. Lichtenfels) — город в Германии, в земле Гессен. Подчинён административному округу Кассель. Входит в состав района Вальдек-Франкенберг. Население составляет 4118 человек (на 31 декабря 2010 года). Занимает площадь 96,73 км². Официальный код — 06 6 35 016.

## Достопримечатльности
- Замок Лихтенфельс

## Известные уроженцы
- Рохолл, Теодор  (1854—1933) — немецкий художник.